# Michael Foster (musicien)
Pour les articles homonymes, voir Michael Foster et Foster.
Michael Foster né le 9 décembre 1966 à Richmond dans l'État de Virginie aux États-Unis est le batteur et membre fondateur du groupe FireHouse.

## Discographie

### FireHouse
- FireHouse (1990)
- Hold Your Fire (1992)
- 3 (1995)
- Good Acoustics (1996)
- Category 5 (1999)
- Bring 'Em Out Live (1999)
- O2'' (2000)
- Prime Time (2003)